# 小行星9455
小行星9455（英語：9455）是一颗围绕太阳公转的小行星。1998年3月20日，林肯近地小行星研究小组在索科罗发现了此天体。
这颗小行星的绝对星等为250.2164287755567等。